# لك (أرومية)
لك هي قرية في مقاطعة أرومية، إيران. يقدر عدد سكانها بـ 151 نسمة بحسب إحصاء 2016.